# Ludovic II de Saluces
Ludovic II ou Louis II (Ludovico II del Vasto en italien), né le 23 mars 1438 à Saluces et mort le 27 janvier 1504 à Gênes, est un noble piémontais, marquis de Saluces, de 1475 à 1504, et un adversaire déterminé du duc Charles Ier de Savoie.

## Biographie

### Marquis de Saluces
Fils de Ludovic Ier, marquis de Saluces, Ludovic II reste comte de Carmagnole jusqu'au 8 avril 1475, date à laquelle il succède à son père à la tête du marquisat. La prudente politique paternelle de neutralité est remise en cause avec une coûteuse campagne militaire contre Charles Ier de Savoie en 1478 : le marquisat de Saluces, après différents revers de fortune - qui allaient le conduire à être soustrait à l'autorité de son marquis - entama alors un dangereux déclin. Entre 1487 et le 14 mars 1490, le marquisat de Saluces est temporairement annexé par le duc de Savoie. À la mort de ce dernier, il est rendu à Ludovic II, mais une grande partie de sa gloire passée est révolue. Condotière et mécène, il crée l'atelier monétaire de Carmagnole en 1480 qui édite des ducats d'or à son effigie.

### Homme de guerre
Il prête hommage au royaume de France le 5 février 1487 et est nommé cette même année gouverneur de Provence où il exerce encore fin octobre 1489. En 1495, quand Charles VIII entre en Italie, il se joint à lui et aide son armée dans la bataille de Fornoue le 11 juillet 1495. Quand Louis XII attaque et conquiert Milan, Ludovic le suit et se retrouve impliqué dans le conflit avec l'Espagne pour le royaume de Naples. Les dépenses militaires engagées au cours de ces deux guerres par le marquis laissent Saluces dans une situation financière proche du gouffre et compromettent toutes les tentatives de relance économique.
En 1500, il est fait chevalier de l'ordre de Saint-Michel et nommé gouverneur d'Asti.

### Réalisations

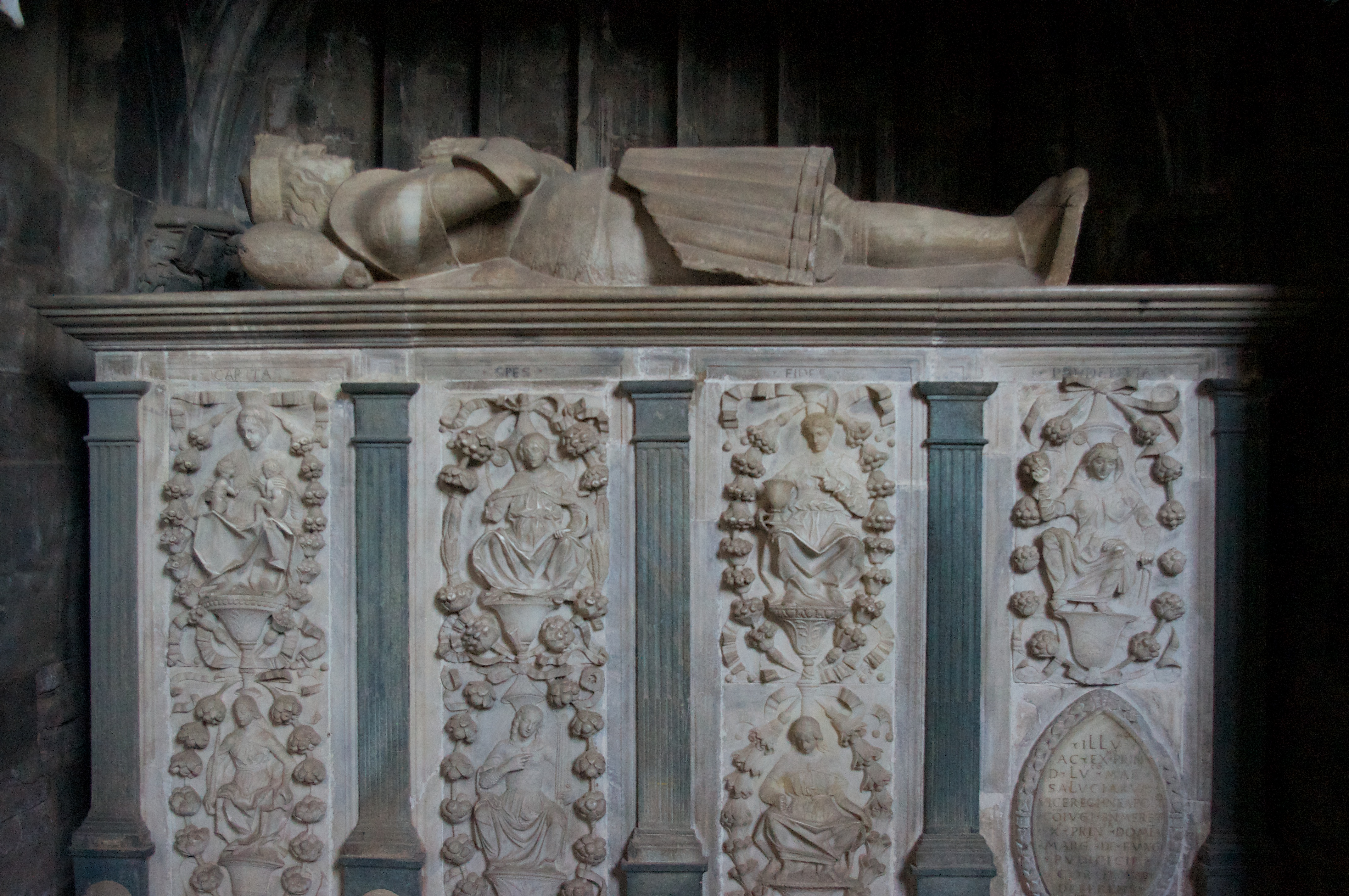
Sarcophage de Ludovic II de Saluces. Église San Giovanni de Saluces.

On lui doit la réalisation de la cathédrale de Saluces, de style gothique tardif piémontais. Mais il est surtout connu pour avoir fait percer le premier tunnel transalpin, le tunnel de la Traversette (ou Pertuis du Viso), à 2 880 mètres d'altitude près du Mont Viso, afin d'ouvrir une route commerciale sûre et durable de son marquisat vers la Provence et le Dauphiné.

### Mort
À sa mort, son fils aîné Michel-Antoine lui succède, mais la régence de son petit État passe jusqu'en 1526 aux mains de sa seconde épouse Marguerite de Foix-Candale.
Le monument funéraire de Ludovic II est situé à l'intérieur de l'église Saint-Jean de Saluces. Commandé en 1504 par son épouse Marguerite, il est réalisé en marbre blanc de Paesana en 1508 par le sculpteur lombard Benedetto Briosco. Sa niche aurait dû accueillir la marquise, mais tombée en disgrâce, celle-ci est exilée et meurt en 1536 à Castres, où elle est inhumée. 

## Famille
Ludovic II épouse d'abord en 1481 Jeanne de Montferrat, fille de Guillaume VIII et de Marie de Navarre, qui meurt en 1490 et dont il a une fille : 
- Marguerite,fiancée en 1496 avec Claude-Jacques de Miolans, comte de Miolans, conseiller et chambellan ducal, fils d'Anthelme/Antelme de Miolans, conseiller et chambellan ducal, maréchal de Savoie, et de Gilberte de Polignac ; mariée en 1515 avec Pedro Lopez de Ayala, comte de Salvatierra, fils de Garci Lopez de Ayala et de Maria Sarmiento, d'où un fils:
  - Atanasio Lopez de Ayala (mort en 1566)

Il se remarie en 1492 avec Marguerite de Foix-Candale qui lui donne cinq fils :
- Michel-Antoine (1495-1528)
- Jean-Ludovic (1496-1563)
- François (1498-1539)
- Adrien (1499-1501)
- Gabriel (1501-1548)